# Art Sound México
Art Sound México (ou Art Sound, Inc.) é uma empresa mexicana de dublagem em espanhol, tradução de diálogos, pós-produção de áudio e legendagem.

## História
Pertencente ao renomado Grupo Macias, que tem 45 anos de experiência, iniciando suas operações em Sono-Mex Doblajes no ano de 1968, sendo o berço de famosos atores do meio. Localizado na Cidade do México. As salas de gravação, instalações e escritórios estão localizados na rua América número 32, nos estúdios de colônia e escritórios em Miami, Flórida, EUA e São Paulo, Brasil, sob o nome de Le Sound-Sonomex ou Macías Audiovisual. Além de ter vínculo empregatício com apenas um sindicato (ANDA).
A Art Sound México tem uma equipe de renomados diretores de dublagem como: Jorge Roig, Rocio Garcel, Eduardo Tejedo, Amor Santini, Carlos Becerril, Pedro D'Aguillon Jr., Marcos Patiño, Maru Guzmán, Eduardo Garza, Rebeca Patiño, María Fernanda Morales, Rocío Prado e Toni Rodríguez. Também possui um amplo catálogo de atores e vozes. Entre suas obras e projetos bem conhecidos feitos lá, destacam-se as novelas brasileiras, séries de TV, desenhos animados, filmes e animes.

## Lista de trabalhos

### Séries de televisão
Warner Bros.
- 2 garotas avariadas - 2 Broke Girls
- Amigos - Friends
- Arrow
- Caso fechado - Cold Case
- Garota indiscreta - Gossip Girl(1ª-2ª temporada)
- Cortes e puntadas - Nip/Tuck
- Dois homens e meio - Two and a Half Men(temporadas 1-4)
- O bar dos Sullivan (2ª temporada- presente)
- O reino (2013)
- Everwood
- Emergências urbanas - Third Watch
- E.R. Sala de urgências - E.R.
- Fastlane
- As novas aventuras de Christine - The New Adventures of Old Christine
- As travesuras de minha irmã
- A teoria do Big Bang (desde 6ª temporada)
- Lindas mentirosas - Pretty Little Liars
- Longmire (2ª temporada- presente)
- Ou.C. Vidas alheias
- One Tree Hill: Irmãos rebeldes
- Sem rastro - Without a Trace
- Smallville (temporadas 1-7)
- Sobrenatural - Supernatural (temporadas 1-4)
- Suburgatorio
- Veronica Mars

CBS Paramount Television
- Rob!
- 90210 (1ª e 2ª temporada)
- Accidentally on Purpose
- Aparecimentos
- Becker
- Cane
- Feiticeiras-Charmed
- Os 4400
- Jericho
- Caso fechado (2ª a 7ª temporada)
- Os líos das Parker - The Parkers
- Medium
- Melrose Place(série de 2009)
- NCIS: Criminología Naval - NCIS
- NCIS: Los Angeles
- NUM3R0S
- Rules of Engagement
- Todos odeiam a Chris

Nickelodeon
- Drake e Josh
- O mistério de Anubis
- iCarly
- Julie e os fantasmas
- Sam & Cat
- Zoey 101
- Wendell & Vinnie
- Super Natural (temporada 3)
- The Thundermans

NBC
- Chicago Fire
- O acontecimento-The Event
- Hospital Mercy
- Nossa geração - American Dreams
- Will & Grace

MTV
- Garota rara - Awkward
- Coisas de mulheres - Girl Code

Outros projetos
- Afterworld
- À vista de todos
- Barney e seus amigos
- Boomtown
- Californication
- Caso resolvido - The Closer
- Danos-Damages
- Drop Dead Diva (temporadas 1-2)
- O escudo - The Shield
- Este é meu país
- Engana-me se podes - Envolva to Me
- Falling Skies
- Gladiadores americanos
- Laguna Beach
- Os normais
- Mad Men
- Major Crimes
- Mulheres de branco - Strong Medicine
- Mutante X
- Praça Sésamo
- Scare Tactics (temporada 4-presente)
- Seis pés baixo terra - Six Feet Under (versão TV)
- Wilfred
- Thomas e seus amigos (temporada 13-presente)

## Filmes
Columbia Pictures/Sony
- Através do universo
- Acorralada
- Agente internacional
- Ano um-Year One
- Casino Royale
- O acampamento de papai
- O grito
- O homem da casa
- Ghost Rider: O vingador fantasma
- Herói de shopping
- Hitch: Especialista em sedução
- Julie & Julia
- Justo em olha-a
- A inveja mata
- A esperança vive em mim
- A herança do Sr. Deeds
- O sorriso de Macaca Lisa
- As ex noivas de meu noivo
- As loucuras de Dick e Jane
- As voltas da vida
- Os homens que não amavam às mulheres
- Os produtores
- Mais estranho que a ficção
- Memórias de uma geisha
- Nick e Nora: Uma noite de música e amor
- Oliver Twist
- Piña express
- Plano B
- Recortes de minha vida
- Resgate do metro 123
- Resident Evil
- Resident Evil 2: Apocalipsis
- Resident Evil 3: Extinção
- Resident Evil 4: A resurrección (versão de HBO para TV)*.
- Rende-te, Dorothy - Surrender, Dorothy
- Stealth: A ameaça invisível
- .Taking 5: Minhas belas sequestradoras
- The Grudge 3
- Todos os homens do rei
- XXx 2: Estado de emergências

Screen Gems
- O exorcismo de Emily Rose
- Inframundo: A evolução
- .Obsessed
- Vizinhos em olha-a

Lionsgate
- Caos-Chaos (redublagem)
- Pousada
- Hostel II

Universal
- Fantasmas por montão
- Roubando o natal
- Os miseráveis

Outros projectos
- Quem ama a Gilbert Grape?
- 8 MM II
- Arma letal 2 (redoblaje)
- Cocodrilo 2
- A garota que sonhava com um cerillo e um galón de gasolina
- Os homens que não amavam às mulheres
- Todo o que quero é um Natal
- Um dia perfeito

### Telefilms
Nickelodeon
- Best Player
- O profe de gimnasia
- No último dia do verão
- Drake & Josh vão a Hollywood
- Drake & Josh: Um camarón gigante
- Feliz Natal, Drake & Josh
- iCarly em Japão
- iCarly: Eu brigo com Shelby Marx
- iCarly: Festa com Victorious
- Que ganhe o melhor
- Nicky Deuce
- Swindle

## Telenovelas brasileiras
Além das telenovelas da Rede Globo, das quais ele tem mais de trinta e trinta anos, a Globo em 2013 mudou o estúdio de dublagem de suas telenovelas para Sebastians. As últimas dublagem em Art Sound foram Cheias de Charme e Avenida Brasil.

### Listagem de telenovelas dubladas em espanhol
- Acuarela do amor
- Amazonia
- América
- Avenida Brasil
- Baixo a Lua
- Beleza pura
- Belíssima
- Celebridad
- Chocolate com pimienta
- Coração de Estudante
- Cinquentona
- Cidade Paraíso
- Cobras e lagartos
- Como uma onda
- CuChiCheos
- Conto encantado
- Berço de gato
- Desejo proibido
- Dinossauros e Robôs
- Duas caras
- O astro
- O beijo do vampiro
- O clon
- A cor do pecado
- O profeta
- O sabor da paixão
- Encantadoras
- Escrito nas estrelas
- Fina estampa
- Gabriela
- Índia, uma história de amor
- Insensato coração
- Isaura, a escrava
- A casa das sete mulheres
- A Cura
- A favorita
- A mestiza
- A presença de Anita
- As Brasileiras
- As Cariocas
- Laços de família
- Louco por elas
- Maysa
- Mulheres apasionadas
- Menina moza
- Páginas da vida
- Paraíso tropical
- Passione
- Porto dos Milagres
- Sabor da paixão
- Senhora do destino
- Sete Mulheres
- Sete pecados
- Terra Nostra
- Terra Esperança
- Um anjo caiu do céu
- Viver a vida

## Anime
Viz Média
- Naruto
- Naruto Shippūdêem
- Bleach
- Zatch Bell

Outros projectos
- Babel II: Beyond Infinity
- Barom One
- Beast Fighter
- Burn up Excess
- Corrector Yui
- Cowboy Bebop
- Cyborg 009
- Dante o senhor dos demónios
- Doraemon
- Doraemon (2005)
- O Ceniciento
- Fronteira sem lei
- Guerras de Genma
- Gunsmith Cats
- Hamtaro
- Ikki Tosen
- Os 7 selvagens
- Mars, o exterminador
- MegaMan NT Warrior
- Mirmo Zibang
- Monkey Typhoon
- Musumet
- My Last Day
- Neon Genesis Evangelion
- Oh, minha deusa!
- Saber Marionette
- Shin-chan (temporada 3-)
- Super submarino 99
- Zero, o Guerreiro Cosmico

## Séries animadas
Nickelodeon
- Rocket Power (4ª temporada)
- Escola Wayside
- T.U.F.F. Puppy

Warner Bros.
- Looney Tunes (redoblaje)
- Os pequenos Looney Tunes
- O Show dos Looney Tunes
- O Show de Tom e Jerry (2014)

Nelvana
- Franklin
- Rolie Polie Olie
- Grotescología, agentes asquerosos

Outros projectos
- O Escuadrón de Superhéroes (1ª temporada)
- A casa dos desenhos
- Bob o construtor

## Filmes animados
- Bob o construtor: A grande dino escavação
- Os padrinos de Tóquio
- A lenda de Sarila
- Tom e Jerry no Mago de OZ
- Tom e Jerry numa Aventura com Sherlock Holmes
- Looney Tunes: Coelhos em fuga

## Seção de diretores
- Alfonso Ramírez
- Armando Coria
- Carlos Becerril
- Circe Lua
- Diana Pérez
- Eduardo Garza
- Eduardo Tejedo
- Elsa Covián
- Enrique Cervantes
- Enzo Fortuny
- Francisco Colmenero
- Gaby Willer
- Herman López
- Humberto Solórzano
- Irwin Daayán
- Javier Olguín
- Jorge Roig
- Jorge Roig Jr
- José Areias
- José Luis Orozco
- Juan Alfonso Carralero
- Laura Torres
- Liliana Barba
- Luis Alfonso Mendoza
- Love Santini
- María Fernanda Morais
- Marcos Patiño
- Martín Soto
- Maru Guzmán
- Maynardo Zavala
- Mónica Villaseñor
- Pedro D'Aguillón Jr.
- Rebeca Gómez
- Rebeca Patiño
- René García
- Rocío Garcel
- Rocío Prado
- Rodolfo Vargas
- Rommy Mendoza
- Salvador Delgado
- Sergio Gutiérrez Coto
- Sylvia Garcel
- Toni Rodríguez
- Víctor Ugarte